# المطبخ الأوروبي الحديث المبكر

طبيعة ثابتة مع فطيرة الطاووس، 1627، للفنان الهولندي بيتر كلايسز، تظهر أطباق مختلفة من القرن السابع عشر بما في ذلك اللحوم المشوية والخبز والمكسرات والنبيذ والتفاح والفواكه المجففة، إلى جانب فطيرة لحم متقنة مزينة على شكل طاووس. على الرغم من شيوع الليمون في المناخات الأكثر دفئًا في جنوب أوروبا، إلا أنه كان من الممكن أن يكون بمثابة إدخال جديد نسبيًا إلى هولندا، حيث يتطلب النمو في حديقة برتقالية.

كان مطبخ أوروبا الحديثة المبكرة (حوالي 1500-1800) عبارة عن مزيج من الأطباق الموروثة من مطبخ العصور الوسطى جنبًا إلى جنب مع الابتكارات التي من شأنها أن تستمر في العصر الحديث.
إن اكتشاف العالم الجديد، وإنشاء طرق تجارية جديدة مع آسيا وزيادة التأثيرات الأجنبية من أفريقيا جنوب الصحراء الكبرى والشرق الأوسط، يعني أن الأوروبيين أصبحوا على دراية بالعديد من المواد الغذائية الجديدة. التوابل التي كانت في السابق من الكماليات الباهظة الثمن، مثل الفلفل والقرفة والقرنفل وجوزة الطيب والزنجبيل، أصبحت متاحة لأغلبية السكان، كما أدى إدخال نباتات جديدة قادمة من العالم الجديد والهند مثل الذرة والبطاطس والبطاطا الحلوة والفلفل الحار والكاكاو والفانيليا والطماطم والقهوة والشاي إلى تغيير المطبخ الأوروبي إلى الأبد.
وعلى الرغم من التدفق الكبير للأفكار الجديدة، وزيادة التجارة الخارجية والثورة العلمية، إلا أن حفظ الأطعمة ظل تقليديًا: حيث يحفظ بالتجفيف، والتمليح، والتدخين أو التخليل في الخل. كانت الأجرة تعتمد بشكل طبيعي على الموسم: كتاب طبخ من تأليف دومينيكو رومولي يسمى "بانونتو" جعله ضرورة من خلال تضمين وصفة لكل يوم من أيام السنة. في كل مكان، استمر الأطباء والطهاة في وصف المواد الغذائية من خلال تأثيرها على الأخلاط الأربعة: فهي تعتبر تسخينًا أو تبريدًا للتكوين، أو ترطيبًا أو تجفيفًا.
لقد حدثت زيادة كبيرة جدًا في الرخاء في أوروبا خلال هذه الفترة، والذي وصل تدريجيًا إلى جميع الطبقات وجميع المجالات، وتغير أنماط الأكل بشكل كبير. تصورت القومية لأول مرة في أوائل العصر الحديث، ولكن لم تظهر فكرة المطبخ الوطني حتى القرن التاسع عشر. كانت الاختلافات الطبقية بمثابة خطوط فاصلة أكثر أهمية، وكان دائمًا ما يوصف طعام الطبقة العليا في مجموعات الوصفات وكتب الطبخ.

## الخلفية
تغيرت أزياء الطهي للنخب الأوروبية بشكل كبير في هذه الفترة. عادة لم تعد توابل العصور الوسطى مثل القولنجال وحبوب الجنة تُرى في الوصفات. لا تزال الوصفات المحدثة تتمتع بالنكهات الحمضية القوية التي كانت موجودة في القرون السابقة، ولكن بحلول خمسينيات القرن السابع عشر، أمكن العثور على وصفات مبتكرة جديدة تمزج النكهات اللذيذة مثل الأعشاب والفطر في كتب الطبخ الباريسية.

## الوجبات

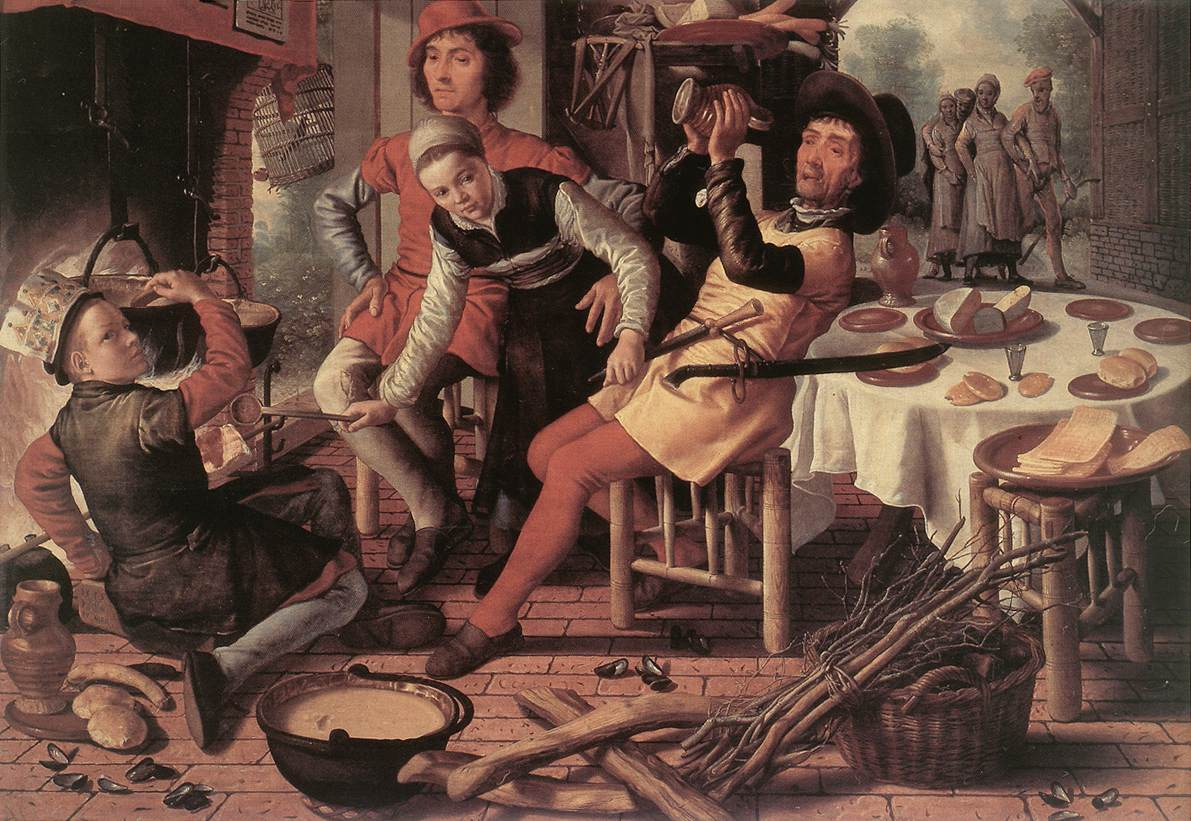
فلاحون بجوار الموقد، 1560، بقلم بيتر أرتسين

لم يصبح نظام الوجبات الثلاث الشائع اليوم معيارًا إلا في العصر الحديث.
في معظم أنحاء أوروبا، يتناولون وجبتين يوميًا، واحدة في الصباح الباكر حتى الظهر والأخرى في وقت متأخر بعد الظهر أو في وقت لاحق من الليل. اختلفت الأوقات المحددة حسب الفترة والمنطقة. في إسبانيا وأجزاء من إيطاليا مثل جنوة والبندقية، كانت الوجبة المبكرة هي الأخف بينما كان العشاء أثقل. وفي بقية أوروبا، كانت الوجبة الأولى في اليوم هي الأكثر أهمية. طوال هذه الفترة، كان هناك تحول تدريجي في أوقات الوجبات. وقد تأثر هذا التحول بشكل رئيسي بالمعايير الثقافية. ومع ذلك، لظروف عصر مبكر: نهض الناس في وقت مبكر في المجتمع الزراعي دون إضاءة كهربائية. نظرًا لأن معظم الناس كانوا يعملون في الحقول، فقد احتاجوا إلى الكثير من الطاقة طوال اليوم، مما يعني أنهم بحاجة إلى تناول وجبة كبيرة في منتصف اليوم للحفاظ على طاقتهم. انتقلت الوجبة الأولى، التي كانت تسمى آنذاك العشاء باللغة الإنجليزية، من ما قبل الظهر إلى حوالي الساعة 2:00 أو 3:00 بعد الظهر بحلول القرن السابع عشر. جاءت كلمة "عشاء" من اللغة الفرنسية ولكنها أيضًا مرتبطة قليلاً بالكلمات الإسكندنافية والألمانية التي تعني "حساء" و"سوبي" و"سوبا". بدأت أوقات العشاء هذه تتغير بالنسبة للطبقة العليا الأوروبية، خاصة عندما كانت هناك حروب في القرن السابع عشر وتعززت السلطة من خلال الملوك وأنواع أخرى من الحكومات. لاحظ هؤلاء الأشخاص في السلطة أنه نظرًا لأنهم يستطيعون بسهولة توفير وسائل الترفيه والأضواء الجديدة الباهظة الثمن لوقتهم، فإن هذا سيسمح لهم بالاحتفال لفترة أطول من أي وقت مضى. ولذلك، تأجلت أوقات العشاء إلى بضع ساعات. وفي منتصف القرن الثامن عشر، كان من الممكن عقده حتى الساعة 5:00 أو 6:00. استلزم هذا تناول وجبة منتصف النهار، غداء، والتي اختصرت لاحقًا إلى الغداء، والتي تأسست في أواخر القرن. أصبح الغداء معيارًا للحياة اليومية في نهاية القرن الثامن عشر. كلمة غداء تعني مباشرة وجبة خفيفة بين أوقات الوجبات والتي ترتبط الآن بأوقات "الشاي" الإنجليزية الحديثة. الآن هذه وجبة خفيفة بين الغداء والعشاء ولكن في أوائل العصر الحديث، كان الغداء بمثابة وجبة خفيفة بين الإفطار والعشاء. فقط في القرن التاسع عشر أصبحت الوجبات الثلاث الكاملة في اليوم شائعة جدًا. كان هذا شائعًا في الغالب بين الأشخاص الأكثر ثراءً ولكنه اكتسب بعض الشعبية لدى الأشخاص الأقل ثراءً أيضًا.
الإفطار لا يحظى باهتمام كبير في أي من المصادر. كما هو الحال في العصور الوسطى، فإن وجبة الإفطار بمعنى وجبة الصباح الباكر غائبة إلى حد كبير عن المصادر. من غير الواضح ما إذا كان هذا يعني أنهم تجنبوه عالميًا أو أنه ببساطة لم يكن رائجًا بما يكفي لذكره، حيث أن معظم المصادر كتبت بواسطة الطبقة العليا ولصالحها وعنها. ليس هناك شك في أن العمال منذ العصور الوسطى تناولوا نوعًا ما من وجبة الصباح، ولكن من غير الواضح بالضبط في أي وقت ومما تتكون. كان الفلاحون في أوائل العالم الحديث يتناولون عادة نظامًا غذائيًا يتكون من "العصيدة، والبطاطس، و... الحبوب". كان الإفطار، عندما أصبح شائعًا، عبارة عن قهوة أو شاي أو شوكولاتة فقط، ولم يصبح وجبة أكثر أهمية في أجزاء كثيرة من أوروبا حتى القرن التاسع عشر. في الجنوب، حيث كان العشاء هو أكبر وجبة، كانت هناك حاجة أقل لتناول الإفطار، وبالتالي ظل غير مهم، وهو أمر لا يزال من الممكن رؤيته اليوم في وجبات الإفطار الخفيفة التقليدية في جنوب أوروبا، والتي تتكون عادة من القهوة أو الشاي مع الخبز أو المعجنات.

## الأطعمة

### الحبوب

الحصادون لبيتر بروغل الأكبر ؛ أنتويرب، 1565.

بالنسبة لمعظم أوروبا، كانت أصناف الحبوب العديدة هي المحصول الأكثر أهمية وشكلت الغذاء اليومي لقطاعات المجتمع. وكان التمايز في الأصناف وجودتها وطريقة تحضيرها. أكلت الطبقات الدنيا الخبز الخشن الذي يحتوي على نسبة نخالة أعلى بكثير، بينما استمتعت الطبقات العليا بدقيق القمح الأبيض المطحون ناعمًا الذي اعتاد عليه معظم الأوروبيين المعاصرين. كان القمح أغلى بكثير من الحبوب الأخرى، ونادرا ما كان يأكله الكثيرون. كان معظم الخبز يُصنع بخليط من القمح والحبوب الأخرى.
ظلت الحبوب هي العنصر الرئيسي بلا منازع في أوائل أوروبا الحديثة حتى القرن السابع عشر. بحلول هذا الوقت، تراجعت الشكوك تجاه واردات العالم الجديد مثل البطاطس والذرة بين عامة السكان، ولاقت البطاطس على وجه الخصوص تقديرًا جديدًا في شمال أوروبا، حيث كانت محصولًا أكثر إنتاجية ومرونة من القمح. وفي أيرلندا، سيكون لذلك نتائج كارثية لاحقًا. في أوائل القرن التاسع عشر، عندما كان جزء كبير من البلاد يعتمد بشكل حصري تقريبًا على البطاطس، تسببت آفة البطاطس، وهي فطر أدى إلى تعفن الدرنات الصالحة للأكل في نبات البطاطس بينما كانت لا تزال في الأرض، في مجاعة هائلة أدت إلى مقتل أكثر من مليون شخص وأجبرت مليونين آخرين على الهجرة. في مناطق أوروبا مثل اسكتلندا والدول الاسكندنافية وشمال روسيا، كان المناخ وأنواع التربة أقل ملاءمة لزراعة القمح، وكان الجاودار والشعير أكثر أهمية بكثير. استخدم الجاودار لخبز الخبز الكثيف الداكن الذي لا يزال شائعًا في دول مثل السويد وروسيا وفنلندا. كان الشعير أكثر شيوعًا في الشمال، وغالبًا ما كان يستخدم لصنع البيرة.
كان الشوفان يشكل أقلية كبيرة من الحبوب المنتجة ولكن مكانته كانت منخفضة للغاية وكان يستخدم عادة كعلف للحيوانات، وخاصة للخيول. كان الدخن، الذي يُزرع في معظم أنحاء أوروبا منذ عصور ما قبل التاريخ، لا يزال يستخدم خلال معظم الفترة المبكرة، لكنه اختفى إلى حد كبير بحلول القرن الثامن عشر على الرغم من أن فترة تخزينه الاستثنائية التي تصل إلى عشرين عامًا تعني أنه استخدم لاحتياطيات الطوارئ. على سبيل المثال، طبق عصيدة من دقيق الذرة الإيطالي، الذي كان يُصنع سابقًا من الدخن، أصبح يُصنع لاحقًا باستخدام الذرة. كانت المعكرونة طعامًا شائعًا منذ منتصف العصور الوسطى، واكتسبت شعبية خلال الفترة الحديثة المبكرة (لا سيما في نابولي، حيث لم تكن تُرى كثيرًا حتى أواخر القرن الثامن عشر)، ولكن لم يكن من المعتاد بعد استخدام الصنف الصلب من القمح القاسي أو السميد لصنع المعكرونة المجففة حتى العصر الصناعي. انتشر الأرز في العديد من الأماكن، خاصة إيطاليا وإسبانيا، خلال هذه الفترة، لكنه كان يُنظر إليه على أنه طعام منخفض المستوى؛ قد يتناول الأثرياء أحيانًا بودنغ الأرز لكنهم يتجاهلونه.
كانت البازلاء والفاصوليا، والتي كانت تشكل جزءًا كبيرًا جدًا من النظام الغذائي للفقراء في العصور الوسطى، لا تزال تُعامل في كثير من الأحيان كغذاء أساسي، ولكن بدرجة متناقصة خلال هذه الفترة، لتستبدل بالحبوب والبطاطس.

### اللحوم

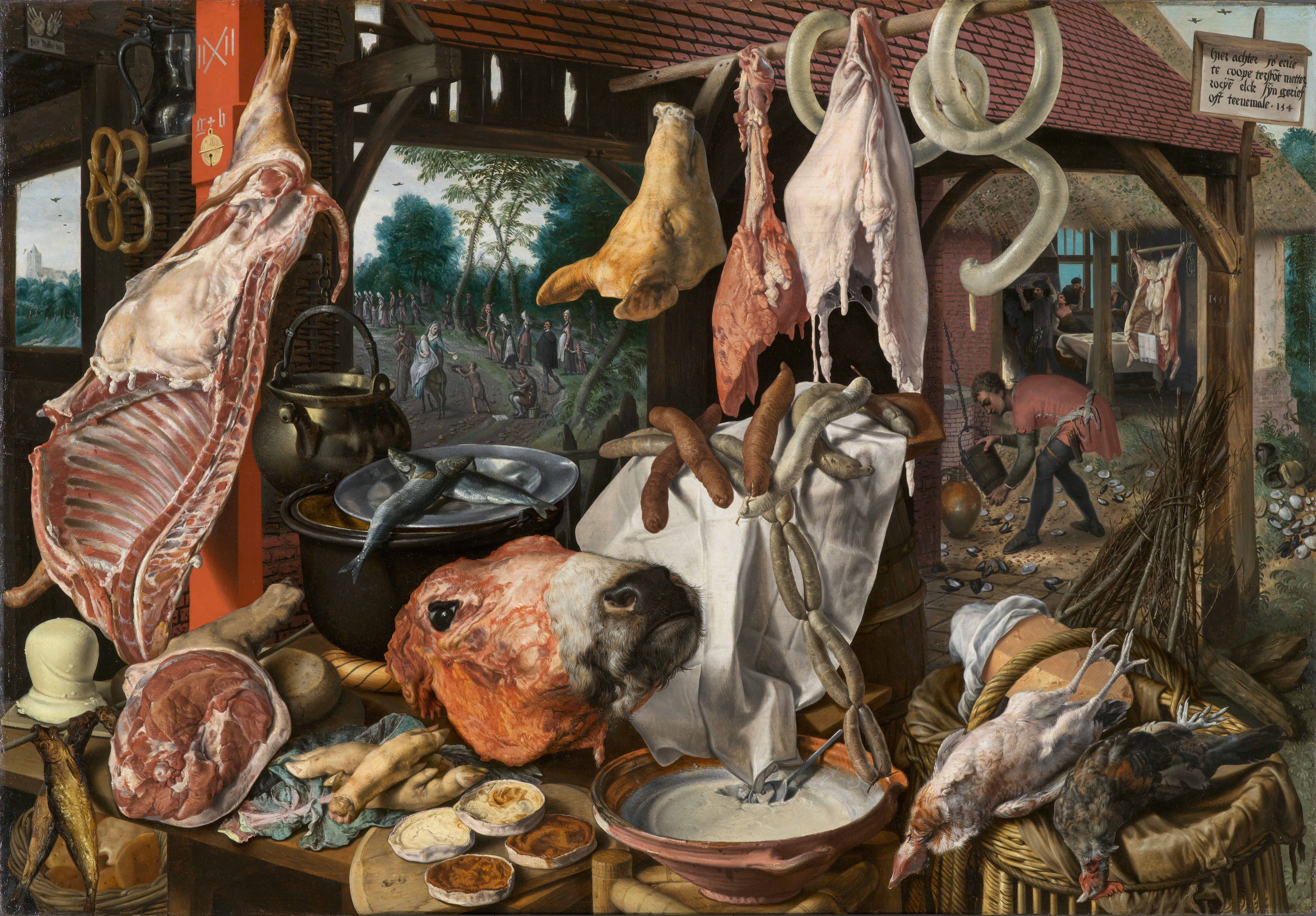
كشك لحوم مع العائلة المقدسة تقدم الصدقات، 1551، بواسطة بيتر أرتسن، يظهر مكونات اللحوم المختلفة من القرن السادس عشر.

ظل الاستهلاك الأوروبي للحوم استثنائيا وفقا للمعايير العالمية، وخلال تلك الفترة كانت المستويات المرتفعة تتحرك عموما إلى أسفل السلم الاجتماعي. لكن الفقراء استمروا في الاعتماد بشكل رئيسي على البيض ومنتجات الألبان والبقوليات للحصول على البروتين، على الرغم من اصطياد الحيوانات البرية والأسماك وتناولها في المناطق الأقل سكانًا. كانت الدول الغنية، وخاصة إنجلترا، تأكل كميات أكبر بكثير من اللحوم مقارنة بالدول الفقيرة. وفي بعض المناطق، وخاصة ألمانيا ودول البحر الأبيض المتوسط، انخفض استهلاك اللحوم من قبل الناس العاديين بالفعل، بدءاً من حوالي عام 1550، واستمر ذلك طوال تلك الفترة. ويبدو أن الزيادة السكانية تكمن وراء هذا الاتجاه.

### الفواكه والخضروات
تشمل الفواكه والخضروات التي إدخلت إلى أوروبا خلال هذا الوقت الطماطم والفلفل الحار والقرع (من الأمريكتين) والخرشوف (من البحر الأبيض المتوسط). بالإضافة إلى ذلك، على الرغم من وجود الفراولة البرية، تدجنت فراولة الحديقة الحديثة في فرنسا في أواخر القرن الثامن عشر من أصناف موجودة في الأمريكتين.
إن ابتكار وتعميم مشتل البرتقال، وهو شكل مبكر من البيوت المحمية، في القرن السابع عشر، مكّن من زراعة أو فصل الشتاء للنباتات المثمرة التي لولا ذلك لكانت غير قادرة على البقاء على قيد الحياة في مناخ المواقع الأكثر شمالًا في أوروبا. وقد مكّن هذا الأثرياء من الحصول على البرتقال الطازج والليمون والليمون الحامض وحتى الأناناس قبل ظهور وسائل النقل المبردة.

### الدهون
يمكن رسم خريطة لأوروبا الحديثة المبكرة بناءً على الدهون المميزة التي كانت سائدة: زيت الزيتون والزبدة وشحم الخنزير. لم تتغير هذه المواد الغذائية الأساسية منذ العصر الروماني، ولكن بداية العصر الجليدي الصغير الذي تزامن مع بداية أوروبا الحديثة أثرت على المناطق الواقعة في أقصى الشمال حيث يزدهر الزيتون. كان زيت الزيتون فقط موضوعًا للتجارة لمسافات طويلة.

### السكر
كان سكر القصب الأصلي في الهند معروفًا بالفعل في أوروبا في العصور الوسطى، وكان باهظ الثمن ويُنظر إليه في المقام الأول على أنه دواء. منذ نهاية القرن السابع عشر، واجهت الإنتاجات المتزايدة بشكل كبير في العالم الجديد صعوبة في تلبية الزيادة في الطلب الأوروبي، بحيث بحلول نهاية تلك الفترة كانت الدول البحرية في إنجلترا وفرنسا والبلدان المنخفضة والإيبيرية تستهلك كميات كبيرة، لكن أجزاء أخرى من أوروبا كانت تستخدمها أقل بكثير. وفي الوقت نفسه، أصبحت الفوارق الحديثة بين الأطباق الحلوة والمالحة عامة؛ وأصبحت أطباق اللحوم أقل عرضة للتحلية مقارنة بالعصور الوسطى.

## الشراب

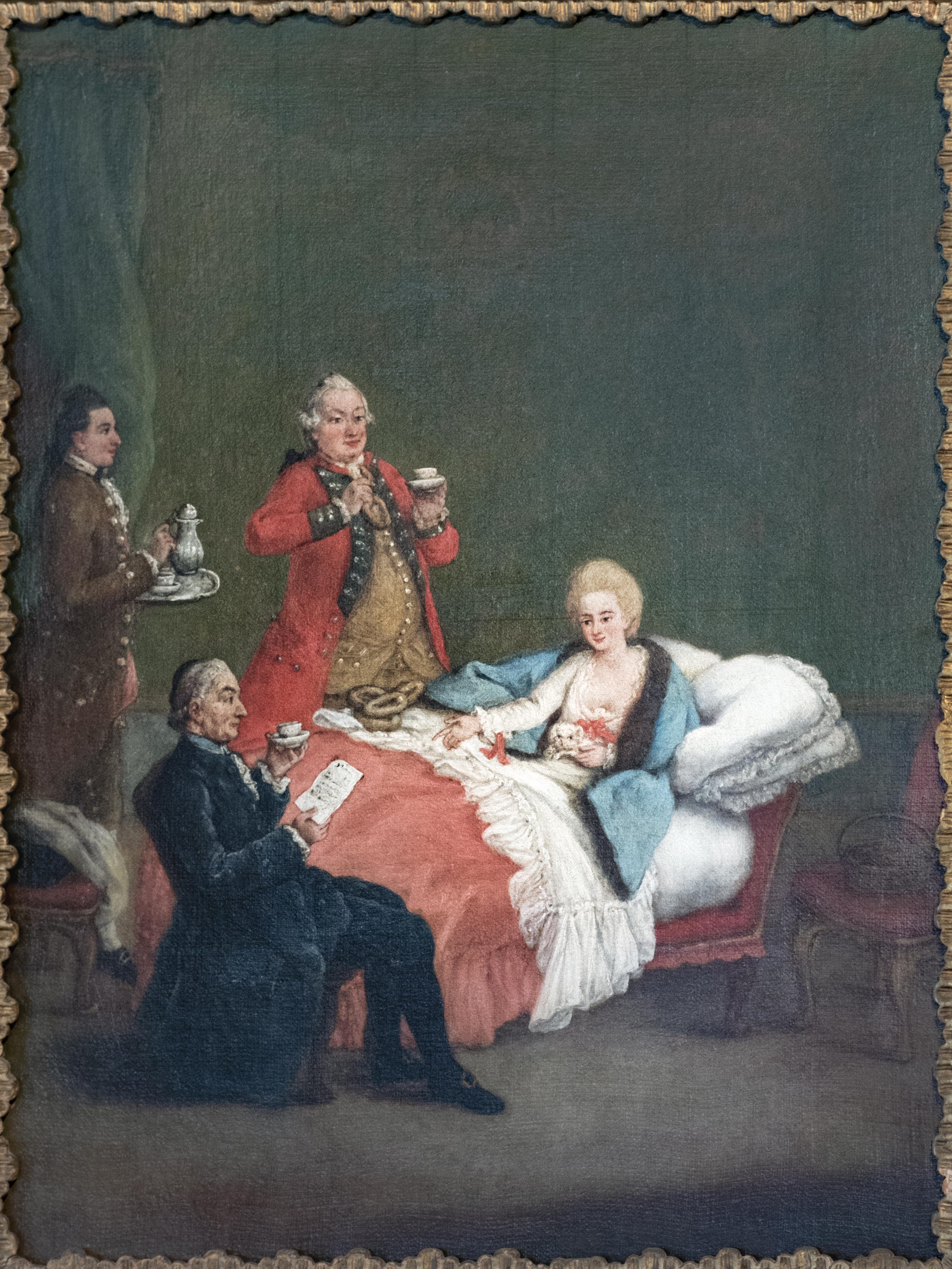
شوكولاتة الصباح لبييترو لونغي؛ البندقية، 1775-1780.

لم يظهر الماء كمشروب مائدة محايد في أوروبا حتى فترة طويلة من العصر الصناعي، عندما كان من الممكن أن تضمن تنقية المياه بكفاءة الحصول على مياه شرب آمنة. كان الجميع، باستثناء الفقراء، يشربون مشروبات كحولية معتدلة يوميًا لكل وجبة؛ النبيذ في الجنوب، والبيرة في شمال وشرق ووسط أوروبا. جاء كلا المشروبين في العديد من الأصناف والنبيذ وبصفات مختلفة. أولئك الشماليون الذين كانوا قادرين على القيام بذلك كانوا يشربون النبيذ المستورد، وظل النبيذ جزءًا لا يتجزأ من القربان المقدس، حتى بالنسبة للفقراء. كانت البيرة هي الشكل الأكثر شيوعًا للبيرة في إنجلترا خلال معظم العصور الوسطى، ولكن استبدلت في الغالب ببيرة قافزة من البلدان المنخفضة في القرن السادس عشر.

### النبيذ
1. ↑  Braudel, pp. 110–111

وقد أدت أنماط التجارة المتغيرة والأحداث السياسية إلى نمو صناعات النبيذ الإقليمية الجديدة وتقاليد صناعة النبيذ. وقد شهدت صعود الشمبانيا الفوارة، ونبيذ الماديرا، والنبيذ الساك، ونبيذ بورتو المدعم. وفي إنجلترا، أدت الحروب المتكررة مع فرنسا إلى اضطرابات منتظمة في التجارة وبالتالي صعوبة استيراد النبيذ الفرنسي. وفي أعقاب معاهدة ميثيون عام 1703 بين إنجلترا والبرتغال، والتي فرضت ضرائب مواتية على النبيذ البرتغالي، أصبحت إنجلترا تعتمد بشكل متزايد على الواردات البرتغالية.

### المشروبات الروحية
تطور فن التقطير في أوروبا خلال القرن الخامس عشر، واخترع العديد من المشروبات الروحية الأكثر شيوعًا ومألوفة اليوم وطوروها قبل القرن الثامن عشر.
ظهر البراندي (من الكلمة الألمانية المنخفضة Brandwein عبر الكلمة الهولندية brandewijn ، والتي تعني "النبيذ المقطر") لأول مرة في ألمانيا في القرن الخامس عشر. عندما كان الإنجليز والهولنديون في منافسة شرسة للسيطرة على سوق التصدير الأوروبية المربحة، شجع الهولنديون زراعة النبيذ خارج منطقة بوردو، حيث كان للإنجليز علاقات قوية. وكانت النتيجة أن أصبحت منطقتي كونياك وأرماجناك مشهورتين بإنتاج البراندي عالي الجودة. إنتج الويسكي والمشروبات الكحولية في مقطرات منزلية صغيرة. أصبح الويسكي رائجًا وتجاريًا ويصدر في القرن التاسع عشر. اخترع الجن، وهو مشروب حبوب بنكهة العرعر، من قبل الهولنديين وبدأ الإنتاج التجاري له على يد لوكاس بولس في منتصف القرن السابع عشر. تحسن الإنتاج لاحقًا في إنجلترا وأصبح شائعًا للغاية بين الطبقات العاملة الإنجليزية، مما أدى في النهاية إلى جنون الجن في أوائل القرن الثامن عشر.
في التجارة الثلاثية التي بدأت في القرنين السادس عشر والسابع عشر بين أوروبا وأمريكا الشمالية ومنطقة البحر الكاريبي، كان الروم أحد السلع الأكثر أهمية. صنع من الدبس وكان أحد أهم المنتجات المصنوعة من السكر المزروع في جزر الكاريبي والبرازيل. في بريطانيا، تطورت مشروبات اللكمة نتيجة لتأثيرات مختلفة، وانتشرت شعبيتها خلال هذا الوقت.

### القهوة والشاي والشوكولاتة
قبل بداية العصر الحديث، كانت جميع المشروبات الاجتماعية في أوروبا تحتوي على الكحول. مع زيادة الاتصال مع آسيا وأفريقيا واكتشاف الأمريكتين، أصبح الأوروبيون على اتصال بالشاي والقهوة وشرب الشوكولاتة. ولكن لم تصبح المنتجات الثلاثة شائعة كمشروبات اجتماعية إلا في القرن السابع عشر. وكانت المشروبات الجديدة تحتوي على مادة الكافيين أو الثيوبرومين، وكلاهما منبهات خفيفة غير مسكرة مثل الكحول. كانت الشوكولاتة أول مشروب يكتسب شعبية، وكان أحد المشروبات المفضلة لدى النبلاء الإسبان في القرن السادس عشر وأوائل القرن السابع عشر. ظلت الثلاثة جميعها باهظة الثمن طوال الفترة الحديثة المبكرة.

## المأكولات الوطنية
عندما بدأت الأمم تتشكل في أوروبا، بدأت أسس المطبخ في التشكل. على الرغم من أن تأميم العديد من الدول الأوروبية اليوم لم يحدث في أوائل أوروبا الحديثة، إلا أن العديد من الخصائص التي تحدد المطبخ الوطني بدأت في الظهور. وتضمنت هذه السمات سمات مثل ظهور الطهاة المحترفين، والمطابخ المحترفة، وطباعة نصوص الطهي المقننة، والطعام المتعلم.

### إيطاليا

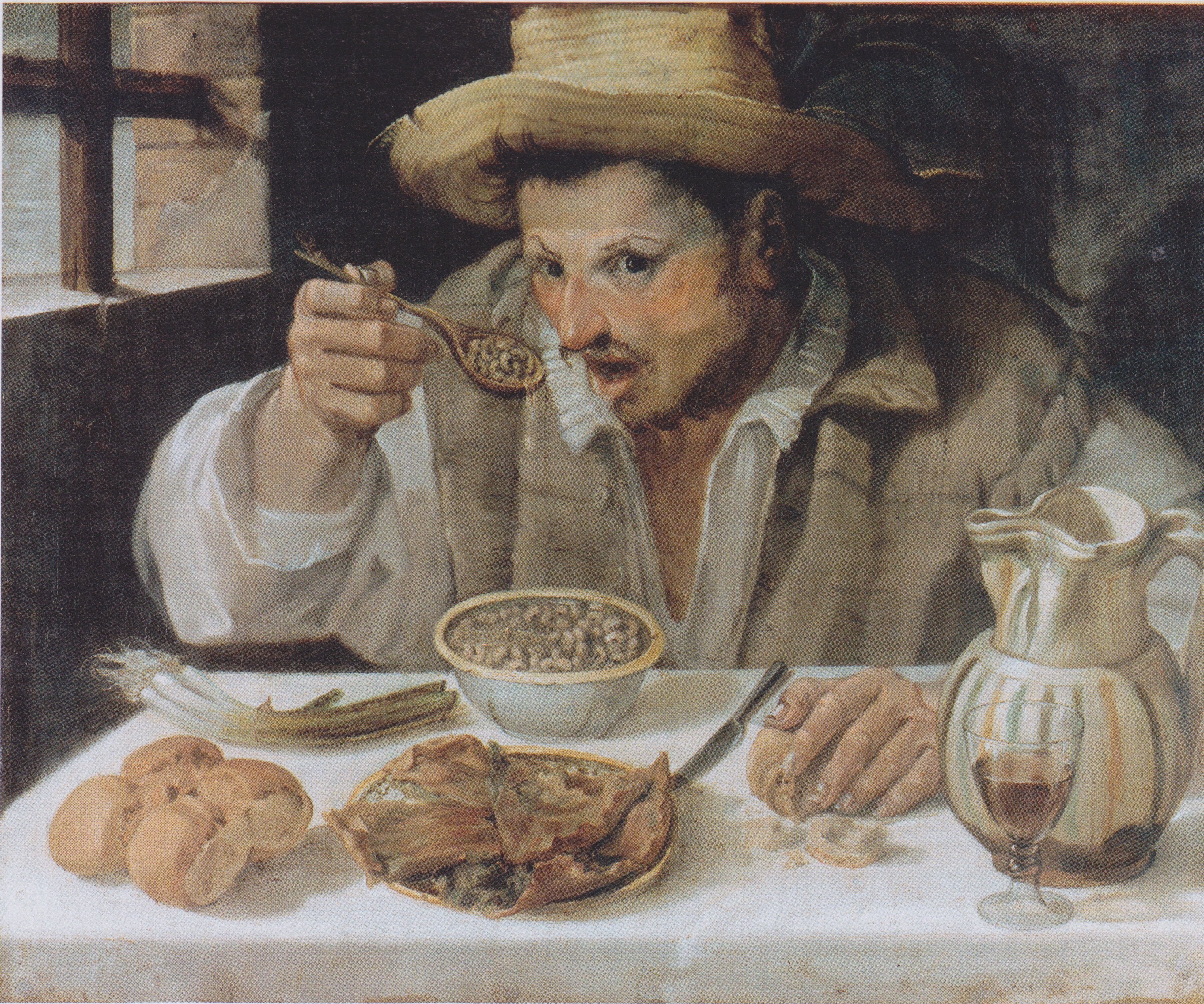
كانت الفاصوليا من بين أهم المواد الغذائية الأساسية بالنسبة لسكان توسكان في العصر الحديث المبكر؛ The Beaneater بقلم أنيبيل كاراتشي، 1580-1590.

في إيطاليا، حدث تحول تعليمي خلال العصر الحديث المبكر، مما أدى إلى تغيير المطبخ من مطبخ المحكمة العليا إلى مطبخ محلي إقليمي بحلول نهاية العصر. في بداية العصر كانت بلاطات فلورنسا وروما والبندقية وفرارة عنصراً أساسياً في إنشاء فن الطبخ الفاخر في إيطاليا، حيث كانت بلاط إستس في فرارة شخصية محورية في إنشاء هذا المطبخ الرفيع. كان عدد من الطهاة جزءًا لا يتجزأ من هذه العملية، بما في ذلك كريستوفورو دي ميسيسبوجو، خادم إيبوليتو ديستي، الذي نشر كتاب Banchetti Composizoni di Vivande في عام 1549، والذي وصف الولائم بالتفصيل في النصف الأول من الكتاب، بينما تضمن النصف الثاني من الكتاب العديد من الوصفات لعناصر مثل الفطائر (تحتوي على 124 وصفة بحشوات مختلفة).
في عام 1570، كتب بارتولوميو سكابي، الشيف الشخصي للبابا بيوس الخامس، أوبرا dell'arte del cucinare، وهو عمل مكون من خمسة مجلدات والذي كان حتى ذلك التاريخ يشمل المثال الأكثر شمولاً للطهي الإيطالي. يحتوي العمل على أكثر من 1000 وصفة، مع معلومات عن الولائم بما في ذلك العروض والقوائم بالإضافة إلى الرسوم التوضيحية لأدوات المطبخ والمائدة. كانت الأوبرا نصًا مهمًا حيث يُنظر إليها على أنها واحدة من أولى الأعمال المتكاملة التي تخلصت من لحوم الطرائد لصالح الحيوانات الأليفة. بالإضافة إلى ذلك، تظهر في الوصفات قطع "بديلة" للحيوانات مثل اللسان والرأس والكتف. كما عرضت موسمية أطباق الأسماك والمأكولات البحرية جنبًا إلى جنب مع التركيز على طبخ الصوم. ظهرت أوبرا أيضًا بنسخة مبكرة من البيتزا النابولية، ومع ذلك، كانت عبارة عن خليط حلو على عكس الطبق اللذيذ اليوم. كما يظهر الديك الرومي والذرة لأول مرة في إيطاليا في هذا الكتاب.
على عكس مسار فرنسا المستمر نحو المأكولات الراقية، بدأت إيطاليا تظهر تغيرًا نحو النزعة الإقليمية والطهي البسيط في أواخر القرن السابع عشر. في عام 1662، نشر بارتولوميو ستيفاني، آخر كتاب طبخ عن المطبخ الإيطالي الراقي، رئيس الطهاة في غونزاغا. قدم لارتي دي بن كوسيناري فيتو أورديناريو ("الطعام العادي") إلى فن الطبخ الإيطالي. في المقابل، في بداية القرن الثامن عشر، بدأت كتب الطبخ الإيطالية في إظهار النزعة الإقليمية للمطبخ الإيطالي حتى يتمكن الطهاة الإيطاليون من إظهار فخر مناطقهم بشكل أفضل بدلاً من المطبخ الفرنسي الرفيع. ولم تعد هذه الكتب موجهة إلى الطهاة المحترفين، بل إلى ربات البيوت البرجوازيات اللاتي يمكنهن التعامل مع طباخاتهن في المنزل. صدرت الدوريات في شكل كتيب، مثل La cuoca cremonese (طباخ كريمونا) المكتوبة عام 1794، وهي تقدم تسلسلًا للمكونات وفقًا للموسم بالإضافة إلى فصول عن اللحوم والأسماك والخضروات. مع تقدم القرن، زادت هذه الكتب من حيث الحجم والشعبية والتكرار، في حين انخفضت أسعار الحصول عليها بشكل كبير في متناول عامة الناس.

### فرنسا
وفي فرنسا، جاء التحول من التخصص في مهارات الطهي عن طريق النقابات. كان هناك انقسامان رئيسيان في النقابات بين أولئك الذين يقومون بتوريد المنتجات الخام وأولئك الذين يقومون بإعدادها. كانت النقابات المتخصصة في أشكال محددة من الطبخ تشمل الخبازين، وطهاة المعجنات، وصانعي الصلصات، وصانعي الدواجن، ومقدمي الطعام. ومن خلال هذا التخصص بدأت العديد من الأطباق الفرنسية المعروفة اليوم في ترسيخ أقدامها، ولكن لم يبدأ تدوين المطبخ الفرنسي الراقي إلا في القرن السابع عشر، حيث يعود الفضل إلى لا فارين، مؤلف أعمال مثل Cvisinier françois و Le Parfait confitvrier، في نشر أول كتاب طبخ فرنسي حقيقي. كانت وصفاته بمثابة تغيير من أسلوب الطبخ المعروف في العصور الوسطى، إلى تقنيات جديدة تهدف إلى ابتكار أطباق أخف إلى حد ما، وعروض أكثر تواضعا للفطائر على شكل معجنات فردية.
خلال القرنين الخامس عشر والسادس عشر، استوعب المطبخ الفرنسي العديد من المواد الغذائية الجديدة من العالم الجديد. على الرغم من أن اعتمادها كان بطيئًا، إلا أن سجلات الولائم تظهر أن كاترين دي مديتشي تقدم ستة وستين ديكًا روميًا في عشاء واحد. تعود جذور الطبق المسمى الكاسوليت إلى اكتشاف العالم الجديد لفاصوليا الفاصوليا، والتي كانت أساسية في صنع الطبق ولكنها لم تكن موجودة خارج العالم الجديد حتى استكشافه بواسطة كريستوفر كولومبوس.
خلال هذه الحقبة، أصبح الكولي والرو لأول مرة جزءًا من الذخيرة القياسية لتقنيات الطبخ الفرنسية.

## الإرث
شهدت نهاية القرن الثامن عشر (ومعها العصر الحديث المبكر) وتزامنت مع العديد من التطورات الرئيسية التي من شأنها أن تغير طرق الطعام الأوروبية مع دخولها العصر الصناعي الحديث. الأول كان إدخال أول مطعم عام حديث في باريس في ثمانينيات القرن الثامن عشر. بعد الثورة الفرنسية، أدى حل النظام القديم إلى تحول الطهاة السابقين للطبقة الأرستقراطية إلى عملاء جدد، إما في أماكن أخرى في أوروبا أو مع عامة الناس في فرنسا، مما أدى إلى تسريع نمو ثقافة المطاعم. ثانيًا، في حوالي عام 1800، طور الكونت رومفورد تصميمات مبكرة لشكل جديد من مواقد المطبخ الفعالة، يختلف عن مدفأة المطبخ التقليدية البسيطة. والتي ستنتج بكميات كبيرة في وقت لاحق من القرن التاسع عشر من الحديد الزهر وتصبح المركز الجديد للمطبخ والطهي.
من خلال تأثير الاستعمار والهجرة، سيكون المطبخ الأوروبي الحديث المبكر أساسًا لمأكولات أوائل الولايات المتحدة وكندا، ويلعب دورًا مهمًا في طرق الطعام في المكسيك وأمريكا الوسطى وأمريكا الجنوبية وجزر الهند الغربية. وفي الوقت نفسه، فإن تأثير المكونات الأصلية وطرق الطعام الأكثر ملاءمة للبيئة المحلية، إلى جانب تأثير طرق الطعام التي جلبها الأفارقة المستعبدون، والهويات الوطنية المتنامية نتيجة لإنهاء الاستعمار في الأمريكتين من ثمانينيات القرن الثامن عشر إلى ثلاثينيات القرن التاسع عشر، من شأنه أن يؤدي إلى تقاليد الطهي التي انحرفت عن جذورها الأوروبية، وعن التطورات اللاحقة هناك.